# الفتاة في البيت المجاور
الفتاة في البيت المجاور هي رواية بوليسية للمؤلفة البريطانية روث رندل نُشرت في عام 2014. كانت آخر رواية نُشرت لها قبل وفاتها.

## الحبكة والشخصيات
خلال الحرب العالمية الثانية، كانت مجموعة من الأطفال في لوتون، إسكس، المملكة المتحدة، حيث نشأت ريندل نفسها، يلعبون في الأنفاق (في الواقع، أساسات منزل غير مكتمل) اكتشفوها تحت التل. في الوقت الحاضر يجتمع شملهم بعد اكتشاف يدين في صندوق من الصفيح عند حفر الأنفاق لأعمال البناء. تتناول الرواية بصراحة التغيرات والعلاقات المتبادلة بين الشخصيات والتغيرات الاجتماعية عمومًا، على مدى سبعة عقود.

## استقبال نقدي
في مراجعة في ذا أوبزرفر، لوحظ أنه بدلًا من التركيز على الجريمة، تناولت الرواية حياة كبار السن في الوقت الحاضر.
في مراجعة مارلين ستاسيو لصحيفة نيويورك تايمز، لوحظ الاستخدام الفعال للرواية لإطار زمني مقسم.